# جوني دونكان (موسيقي)
جوني دونكان (بالإنجليزية: Johnny Duncan)‏ هو موسيقي ومغني وكاتب أغاني أمريكي، ولد في 5 أكتوبر 1938 في دبلن في الولايات المتحدة، وتوفي في 14 أغسطس 2006 بسبب نوبة قلبية.

## وصلات خارجية
- جوني دونكان على موقع IMDb (الإنجليزية)
- جوني دونكان على موقع ميوزك برينز (الإنجليزية)
- جوني دونكان على موقع ديسكوغز (الإنجليزية)